# Baraboo (Wisconsin)
Baraboo es una ciudad ubicada en el condado de Sauk en el estado estadounidense de Wisconsin. En el Censo de 2010 tenía una población de 12.048 habitantes y una densidad poblacional de 622,56 personas por km².

## Geografía
Baraboo se encuentra ubicada en las coordenadas 43°28′10″N 89°44′14″O / 43.46944, -89.73722.
Según la Oficina del Censo de los Estados Unidos, Baraboo tiene una superficie total de 19.35 km², de la cual 19.15 km² corresponden a tierra firme y (1.04%) 0.2 km² es agua.

## Demografía
Según el censo de 2010, había 12.048 personas residiendo en Baraboo. La densidad de población era de 622,56 hab./km². De los 12.048 habitantes, Baraboo estaba compuesto por el 93.98% blancos, el 1.34% eran afroamericanos, el 0.99% eran amerindios, el 0.54% eran asiáticos, el 0.07% eran isleños del Pacífico, el 1.47% eran de otras razas y el 1.61% pertenecían a dos o más razas. Del total de la población el 3.7% eran hispanos o latinos de cualquier raza.